# Tajna historia Mongołów

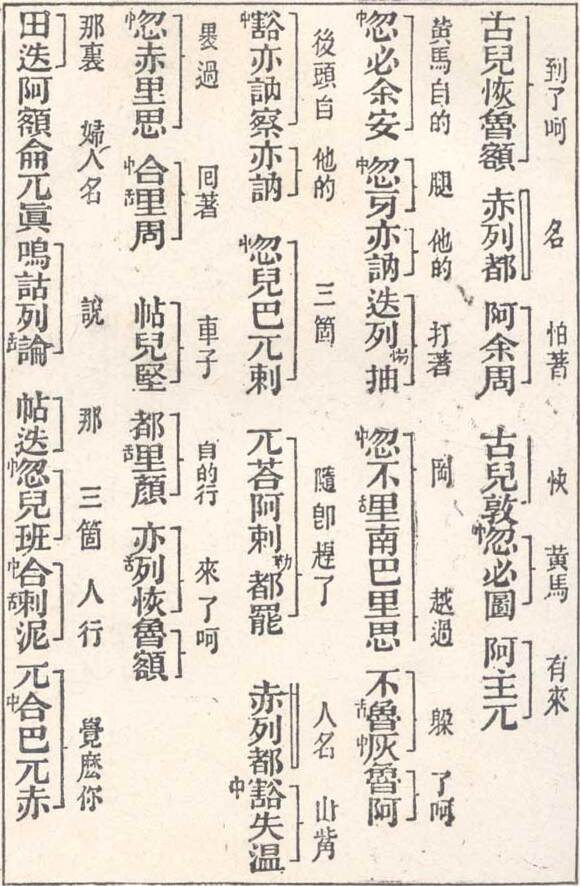
Strona chińskiej edycji Tajnej historii Mongołów z 1908 roku z glosariuszem po prawej stronie każdego rzędu

Tajna historia Mongołów (Mongołun ni'ucza tobcza'an) – anonimowa kronika z 1240 r. stanowiąca najstarszy znany zabytek piśmiennictwa mongolskiego. Została spisana pismem ujgurskim. Stanowi podstawowe dzieło do badań nad językiem, kulturą materialną i historią Mongołów. 
Według źródeł chińskich powstała na zamówienie rodziny panującej w imperium mongolskim po śmierci Czyngis-chana, co jednak z racji niepochlebnych opinii o nim i o jego następcy Ugedeju, które w niej padają, wielu współczesnych autorów podaje w wątpliwość. Zdaniem Lwa Gumilowa kronika była w znaczniej mierze pamfletem politycznym, zaś jej autor związany był najprawdopodobniej z Temüge Otcziginem i stronnictwem mongolskiej arystokracji wojskowej. Spisany pismem ujgurskim oryginał nie zachował się. Tuż po upadku w 1368 mongolskiej dynastii Yuan, kronikę zapisano w transkrypcji chińskiej i dołączono do niej streszczenie w języku chińskim. Ta wersja, powstała jako pomoc do nauki mongolskiego dla Chińczyków w czasach dynastii Ming, zachowała się do dziś. Utwór traktujący o pochodzeniu Mongołów i ich historii koncentruje się na wydarzeniach z życia Czyngis-chana i jego następcy Ugedeja. Dzieło zawiera nie tylko kronikę historyczną ukazującą proces powstawania imperium, ale mieści w sobie też fragmenty nasycone poetyckimi przenośniami i żywe partie dialogowe. 
Bazując na zapisanej w chińskiej transkrypcji wersji Tajnej historii Mongolii, mongolski uczony Łabsan Dandzan w XVII wieku powtórnie zapisał większość kroniki w alfabecie mongolskim, dokonał też uwspółcześnienia języka i licznych skrótów. Chińskie streszczenie Tajnej historii Mongołów bazujące na wersji z XIV wieku wydano w Chinach w XIX wieku. 
Pierwszym Europejczykiem, który podjął studia nad Tajną historią Mongołów, był rosyjski sinolog o. Palladiusz (1817–1878), który przetłumaczył na rosyjski i wydał w 1866 chińskie streszczenie Historii z XIV w. Później dokonał on także transkrypcji całego dzieła z zapisu chińskiego na język rosyjski, praca ta jednak nie została opublikowana. 
W Japonii pierwszy przekład Historii, którego autorem był Michiyo Naka, wydano w 1907, a w Europie Zachodniej pierwszy przekład opublikował niemiecki mongolista i sinolog Erich Haenisch w 1940. Haenisch był także autorem pierwszej transkrypcji Historii na alfabet łaciński (1937). Polskie tłumaczenie Historii autorstwa Stanisława Kałużyńskiego ukazało się w 1970. Obecnie utwór zaliczany jest do klasyki literatury mongolskiej.

## Spis treści według wydania Państwowego Instytutu Wydawniczego z 2005
- I. Przeszłość rodu. Narodziny Temudżyna i jego dzieciństwo
- II. Młodość Temudżyna. Gorzkie doświadczenia
- III. Sojusz z Ong-chanem. Temudżyn zostaje pod imieniem Czyngisa chanem grupy rodów mongolskich
- IV. Wroga koalicja pod wodzą Dżamuki
- V. Dalsze walki na stepach. Ong-chan przechodzi do obozu nieprzyjaciół
- VI. Bitwa pod Kałakałdżit-elet. Ucieczka i niespodziewane zwycięstwo Czyngisa nad wrogami
- VII. Śmierć Ong-chana. Zwycięstwo nad Kajmanami i Merkitami
- VIII. Śmierć Dżamuki. Czyngis-chan władcą ludów Mongolii. Zasady organizacji armii i zarządu państwowego
- IX. Wyróżnienia, nagrody i łaski dla towarzyszy walki. Organizacja gwardii przybocznej
- X. Karłucy i Ujgurzy pod władzą Czyngis-chana. Walki z ludami leśnymi. Śmierć szamana Teb-Tengri
- XI. Wojna z Dżurdżenami. Wielka wyprawa wojenna przeciw państwu chorezmijskiemu
- XII. Podbój państwa Tangutów. Śmierć Czyngis-chana. Ugedej i dalsze wojny na Zachodzie. Podbój państwa Dżurdżenów. Zarządzenia i reformy nowego władcy

## Polskie wydania
- Tajna historia Mongołów. Anonimowa kronika mongolska z XIII wieku, Przełożył z mongolskiego, wstępem i komentarzami opatrzył Stanisław Kałużyński, wyd. I 1970, PIW ISBN 83-06-02965-8